# مهرج (فلم)
مهرج (بالإنجليزية: clown) هو فيلم رعب أنتج في العام 2014 في الولايات المتحدة. الفيلم من بطولة إيلي روث لورا ألين وبيتر ستورمار.

## القصة
في عيد ميلاد ابنه (جاك)، يقرر وكيل المقاولات (كينت مكوي) إقامة حفلة واستقدام مهرج من أجل الترفيه عن ابنه وأصدقائه، لكن المهرج لا يأتي ويذهب بالخطأ إلى حفلة أخرى، فيعثر الأب على ملابس مهرج قديمة ويقرر ارتدائها من أجل الحفل، وفي اليوم التالي يكتشف (كينت) أنه غير قادر على خلع ملابس المهرج، حيث أنها تحمل في طياتها لعنة سحرية قديمة تحول كل من يرتديها إلى قاتل.

## الميزانية والإيرادات
كلف الفيلم ميزانية 1.5 مليون دولار امريكي وحقق ارباح تقدر بـ 2.1 مليون دولار امريكي

## روابط خارجية
- مقالات تستعمل روابط فنية بلا صلة مع ويكي بيانات